# Drassodes falciger
Drassodes falciger är en spindelart som beskrevs av Jean-François Jézéquel 1965. Drassodes falciger ingår i släktet Drassodes och familjen plattbuksspindlar.
Artens utbredningsområde är Elfenbenskusten. Inga underarter finns listade i Catalogue of Life.